# Шазел сир Лавје
Шазел сир Лавје (фр. Chazelles-sur-Lavieu) насеље је и општина у источној Француској у региону Рона-Алпи, у департману Лоара која припада префектури Монбризон.
По подацима из 2011. године у општини је живело 258 становника, а густина насељености је износила 26,19 становника/km². Општина се простире на површини од 9,85 km². Налази се на средњој надморској висини од 911 метар (максималној 1.200 m, а минималној 586 m).

## Демографија
| 1962. | 1968. | 1975. | 1982. | 1990. | 1999. | 2011. |
| ----- | ----- | ----- | ----- | ----- | ----- | ----- |
| 211   | 259   | 221   | 174   | 156   | 177   | 258   |

График промене броја становника у току последњих година